# Ullern IF
Ullern IF startades den 23 februari 1909 som Ullern SK, och är en idrottsförening från stadsdelen Ullern i Oslo, i Norge. Klubben bedriver bandy, basket, fotboll, gymnastik och handboll. Hemmaplan är Ullernbanen (bandy, fotboll) och Ørakerhallen (basket, gymnastik, handboll). Klubbens färger är vitt och rött. 

## Historik
Ullern Idrettsforening är resultatet av flera sammanslagningar. Ullern Skiklubb startades 1909, och gick 1946 samman med Lilleaker IF,  startad 1913. Den nya klubben fick först namnet Liull. 1971 gick Liull samman med Bestum IF,  startad 1914 och Lilleaker IF,  startad 1929, och med sammanslagningen blev namnet Ullern Idrettsforening. Ullern Basketballklubb startades 1956, och uppgick i Ullern IF 1975. Ullern TK var tidigare en del av Ullern IF, men bröt sig loss 1992.
Dåvarande Ullern Skiklubb var 1937 med om att bilda Norges Håndballforbund tillsammans med numera nedlagda SK Arild.
Bestum Idrettsforening presterade i många år bra i bandy, och blev 1944 inofficiella norska mästare i bandy.

## Basket
Ullern Basket startades 1956, och var Norges första basketklubb. Man blev norska herrmästare fyra gånger fram till 1996. Damerna blev norska mästare 2009.

## Fotball
Ullern Fotball spelade i 1. divisjon 1996 och 1998. En känd spelare är Erling Knudtzon, som såldes till FK Lyn i mars 2007.

### Fotnoter
1. ↑  Fredrik Eckhoff (9 september 2010). ”Slitne, men stolte” (på norska). Akersposten. Arkiverad från originalet den 26 maj 2012. http://archive.is/2012.05.26-233947/http://www.akersposten.no/kultur/slitne-men-stolte-1.5611895. Läst 24 juni 2011.